# Estefanía Torres Martínez
Estefanía Torres Martínez (Cudillero, Asturias, 1982) es una política española, miembro de Podemos. Fue eurodiputada y miembro de la Comisión de Agricultura, Pesca, Medio Ambiente y Desarrollo Rural. También, es miembro del Consejo Ciudadano Estatal de Podemos.

## Biografía
Estefanía Torres nació en una familia de pescadores. Es la hija única de dos pescaderos que regentaron su negocio en el centro del pueblo durante más de cuarenta años. Por su línea materna, es nieta del patrón de pesca Eduardo Martínez Garay, "el Cirilo", fallecido en plena transición democrática. Sus antecedentes familiares están vinculados a la pesca y al activismo anarcosindicalista, especialmente por parte de su bisabuela Cirila, que fue militante de la CNT
Estudió en la escuela pública. Primero, en el Colegio Asturamérica, de Cudillero. Después, en el Instituto Selgas, ubicado en el Pito, parroquia del mismo municipio. Finalizado el Bachiller en Ciencias Sociales, comenzó los estudios de Relaciones Laborales en la Universidad de Oviedo, donde se graduó en 2003. Al año siguiente, se fue a vivir a Granada para cursar los estudios de Licenciada en Ciencias Políticas y de la Administración. Posteriormente, el Ministerio de Asuntos Exteriores le concedió una Beca internacional a través de la Agencia Española para la Cooperación y el Desarrollo. Gracias a ello, se trasladó a México donde residió dos años y cursó una maestría en Estudios Sociales, en la especialidad de Procesos Políticos en la Universidad Autónoma Metropolitana de Iztalapapa, en la Ciudad de México. Obtuvo su título de Maestra en México mediante la tesis titulada "La despenalización del aborto en la Ciudad de México". 
A su regreso a España, curso un Master en Economía y Sociología de la Globalización en la Universidad de Oviedo, cuyo título obtuvo mediante la presentación del Trabajo Fin de Master "El proceso de despenalización del aborto en la ciudad de México y en España con perspectiva comparada: una perspectiva comparada: una revisión del estado del arte". Ese mismo año, consiguió el diploma de Estudios Avanzados por la Universidad de Oviedo. 
Entre 2013 y 2015 encadenó varios contratos de investigación con la Universidad de Oviedo, formando parte del Proyecto CABISE del departamento de Sociología de la Universidad de Oviedo. 
En marzo de 2015 fue nombrada eurodiputada de Podemos (GUE-NGL) Estefanía, que ocupaba el puesto número 8.º en la lista de Podemos a las Elecciones Europeas de 2014, accede a su escaño cuando Pablo Echenique deja su escaño en el Parlamento Europeo para presentarse como candidato a la presidencia de la Junta de Aragón en las elecciones autonómicas de mayo de 2015. Permaneció en su cargo hasta mayo de 2019, cuando se celebraron las elecciones europeas de mayo de 2019. Abandonó la primera línea política debido a su maternidad. 
En la actualidad, está realizando el doctorado en Desarrollo Regional e Integración Económica en el Departamento de Fundamentos Económicos de la Universidad de Santiago de Compostela con el proyecto de tesis doctoral "Marcas oficiales de calidad y cadenas lácteas regionales. Análisis comparado de la DOP/IGP de quesos de Asturias y Lombardía".  
Tiene dos hijos. Y regenta junto a su madre un negocio local donde se encontraba la pescadería familiar: Raigaños (raíces en llingua asturiana). Un espacio en el que se ofrecen productos agroalimentarios, culturales, textiles, cosméticos y de distinta naturaleza, todos hechos en Asturias. Y en el que también se celebran conciertos y presentaciones de libros.  

## En el Parlamento Europeo
Estefanía Torres fue miembro titular de la Comisión de Medio Ambiente, Salud Pública, Seguridad Alimentaria y EUROLAT y miembro suplente de la Comisión de Agricultura y Desarrollo Rural. También fue miembro suplente de la Delegación Unión Europea de Rusia y miembro del Intergrupos de Lenguas Minoritarias. Tanto dentro como fuera del Parlamento Europeo, Torres ha orientado sus actividades abordando la cuestión de la alimentación, el problema del hambre, la lucha contra el cambio climático y la defensa de los trabajadores del campo y la mar. 
Su trabajo se ha desarrollado sobre el sector primario en Europa y ha sido ponente en diversos congresos académicos y seminarios internacionales. Destaca su papel como miembro titular de la Delegación EUROLAT para las relaciones entre Europa y América Latina. Y, especialmente, su integración en a Flotilla de la Libertad "Rumbo a Gaza" en el año 2015.

## Activismo político
Antes de nacer Podemos, Estefanía participó en varios movimientos vecinales que se dieron en Asturias, principalmente en CudilleroFue realmente relevante su implicación en las protestas como portavoz de la Plataforma por la Democracia en Cuideiru que luchó contra un alcalde nombrado a dedo por la Federación Socialista Asturiana. Finalmente, el nombramiento fue declarado nulo por el Tribunal Constitucional, dando la victoria a los vecinos. 
En su etapa universitaria, Estefanía participó en los movimientos estudiantiles contra la LOU en Oviedo, en el 15M y en las manifestaciones contra la guerra en 2003.
Tras dejar el Parlamento Europeo ha estado vinculada al movimiento republicano por la Tercera República Española y ha hecho reiteradas manifestaciones públicas en defensa de la memoria histórica. 